# Bourrignon
Bourrignon (antiguamente en alemán Bürkis) es una comuna suiza del cantón de Jura, localizada en el distrito de Delémont. Limita al norte con la comuna de Pleigne, al este con Delémont, al sur con Develier y Boécourt, y al oeste con La Baroche.